# The Harvest (album de Tribal Seeds)
Pour les articles homonymes, voir The Harvest.
The Harvest est le 3e album studio du groupe américain de roots reggae Tribal Seeds. Dès sa sortie en 2009, il atteint la 5e place du Billboard reggae charts.

## Liste des pistes
Toutes les musiques ont été écrites par Steven Rene Jacobo et Tony-Ray Jacobo.
| No  | Titre                                    | Durée |
| --- | ---------------------------------------- | ----- |
| 1.  | The Garden                               | 4:58  |
| 2.  | Warning (ft. Sonny Sandoval from P.O.D.) | 4:17  |
| 3.  | All I Know                               | 3:16  |
| 4.  | Stillness of Night                       | 4:32  |
| 5.  | Herby                                    | 3:39  |
| 6.  | Love Psalm                               | 4:35  |
| 7.  | Come Around                              | 4:27  |
| 8.  | 144,000                                  | 5:36  |
| 9.  | Away                                     | 4:49  |
| 10. | Mad Man                                  | 3:57  |
| 11. | Night Raver                              | 4:08  |
| 12. | Libertad (ft. Dready)                    | 4:48  |
| 13. | The Harvest                              | 5:12  |
| 14. | The Vampire                              | 4:24  |

## Crédits
- Steven Rene Jacobo : chant/guitare
- Tony-Ray Jacobo : percussions
- John Wegener : guitare basse (chant sur The Vampire et Come Around)
- Tony Navarro : guitare (chant sur Libertad)
- Carlos Verdugo : batterie